# Boris Vrga
Boris Vrga (Mrzljaki, 21. lipnja 1953.), hrvatski je liječnik, pjesnik i likovni kritičar.

## Životopis
Rodio se u Mrzljakima kraj Karlovca 1953. godine. Gimnaziju je završio u Petrinji, a medicinski fakultet u Zagrebu.
Radio je u bolnicama u Zagrebu, Karlovcu i Petrinji. Specijalist je za plućne bolesti i tuberkulozu. Dodijeljen mu je naslov primarijus.
Pjesme piše od 1979. godine. S književnikom i slikarom Josipom Stanićem Staniosom 1993. godine pokreće Generacije - časopis za kulturu, književnost i duhovni identitet grada Petrinje, a od 2011. godine izdaje i uređuje časopis Kupa. Bio je član redakcije zagrebačkog časopisa Haiku. Član je Društva hrvatskih književnika, Hrvatskoga P.E.N. centra i Hrvatskoga liječničkog zbora.

## Djela

### Književna djela
- Uslovno ogledalo, pjesme, 1979.[1]
- Testament, pjesme, 1982.[2][3]
- Sezona zmija, pjesme, 1989.
- Ime šume, pjesme, 1990.[4]
- Zagovornik ljeta, haiku, 1991.
- Svlak i kruna, izabrane i neobjavljene pjesme, 2011.[5]
- Svjetlom po rubu, studije, ogledi, portreti, 2016.
- Biciklisti, pjesme, 2017.
- Limeni pijetao, tanke, 2017.
- Životinjski vrt, pjesme, 2020.[6][7][8]

Vrga je zastupljen u više antologija i pregleda poezije: Grana koja maše (pregled haiku pjesništva u Jugoslaviji) Požega, 1991., Leptir na čaju (antologija jugoslavenske haiku poezije), Tuzla, 1991., Naša ljubavnica tlapnja (antologija hrvatskih pjesama u prozi), Zagreb, 1992., Skupljena baština (suvremeno hrvatsko pjesništvo 1940. – 1990.), Zagreb, 1993., Strast razlike, tamni zvuk praznine (hrvatsko pjesništvo osamdesetih i devedesetih), Zagreb, 1995., Antologija hrvatskog haiku pjesništva, Zagreb, 1996., Liječnici pisci u hrvatskoj književnosti, Zagreb, 2008., Susretanja, svjetska antologija erotskog haikua, Beograd, 2008., Suvremeno hrvatsko pjesništvo 1970 - 2010., Zagreb 2010. (u izboru Zvonimira Mrkonjića), Subića, antologija hrvatskog pjesništva o životinjama, Zagreb, 2010., Moja antologija hrvatske ljubavne poezije (od A.G. Matoša do I. S. Bodrožić, u izboru Branislava Glumca), Zagreb, 2011., Nepokošeno nebo, antologija hrvatskog haiku pjesništva, Zagreb, 2011.,  Nepokošeno nebo II, antologija hrvatskog haiku pjesništva, 2018. i drugima. 

### Likovna publicistika
- Gašpar Bolković Pik, monografija, 2000.
- Ivan Antolčić - Posavski Antej, monografija, 2001.
- Stoljeća petrinjske likovnosti, monografija, 2002.
- Milan Steiner, monografija, 2004.
- Sisački likovni vijek, monografija, 2006.
- Vilim Muha, monografija, 2008.
- Marijan Glavnik, monografija, 2008.
- Lovro Findrik, monografija, 2009.
- Tuberkuloza i likovnost, monografija, 2012.[9]
- Ivan Antolčić: ilustracije, monografija, 2014.
- Đorđe Petrović: akvareli, monografija, 2014.
- Petrinjski atelijeri, monografija, 2015.
- Trideset godina Galerije "Krsto Hegedušić" (sa Zvonimirom Martinovićem), 2018.

### Likovne studije
- Sveti Kvirin u djelima sisačkih likovnih umjetnika, u monografiji Sveti Kvirin biskup sisački, 2003.
- Izložba slika i skulptura prvoupisanih studenata Akademije likovnih umjetnosti u Zagrebu 1907., 2007.
- Petrinjski plakat, 2009.
- Između čekića i nakovnja, o likovnim postavima Mladena Pejakovića, u monografiji Pejaković, 2009.
- Ivan Tucić, 2009.
- Petrinjska likovna moderna, 2013.
- Zemlja, 2014.
- Petrinjska keramika, 2016.

### Uredničke knjige i članci
Priredio je za tisak i opremio predgovorom izabrana djela Stanka Tomašića (Salon milostive Kle i druge književne pikanterije, 2012.), pjesme Josipa Stanića Staniosa  (Izabrane pjesme, 1986.  i  Moj Križ, 2012. ),  Oskara Dürra (Ledene staze, 2013.) i Dušana Vukosavljevića (Kada grožđe zrije, 2018.). Objavio je i panoramu poslijeratne sisačko - banijske poezije Plodne noći (1982.), panoramu Mlado pokupsko pjesništvo (časopis Kupa,  br. 5-6, 2016.)  i prvu  Antologiju hrvatske tanka poezije (časopis Kupa, br. 7-8. 2018.).
Koncipirao je i napisao kritičke tekstove za preko sedamdeset pojedinačnih i skupnih likovnih izložaba (Krsto Hegedušić, Milan Steiner, Joso Bužan, Petar Križanić Pjer, Želimir Janeš, Zdenko Gradiš, Mila Vod, Ivan Antolčić, Mladen Pejaković, Dušan Kokotović, Ivan Mareković, Lovro Findrik, Stanoje Jovanović, Đorđe Petrović, Vilim Muha, Zdenko Grgeljac, Davor Žilić, Stoljeće petrinjskog crteža i grafike, Kupa i pokupski svijet, Moderno i suvremeno petrinjsko slikarstvo, Petrinjsko kiparsko stvaralaštvo XX. stoljeća, Zlatno desetljeće petrinjske likovnosti 1920. – 1930., Zemlja 1929. – 1935., 100 umjetnina za 100 godina Gimnazije Sisak, Ponovno zajedno - profesori i učenici, Sisački slikarski krug, Josip Stanić Stanios - "U ekspresionističkom duhu" (Retrospektivna izložba slika), i dr.).
U Petrinji je 2008. godine pokrenuo Petrinjski salon grafike (dosada održane tri smotre; 2008., 2013. i 2017.). Autor je Skica za portret za Hrvatsku radioteleviziju (Vilim Muha, Stanoje Jovanović, petrinjski likovni stvaratelji, Lovro Findrik).

### Medicinske studije
- Ambrozija, nevidljivi napadač iz prikrajka, priručnik, 2008.[10]
- 70 godina pulmologije u Petrinji (2016.)[11][12]

Također je objavio više članaka u stručnim časopisima.

## Vanjske poveznice
Mrežna mjesta
- Boris Vrga, Uloga i doprinos prim. dr. Matije Peraka (1914. - 1992.) u osnivanju i razvoju ftizeologije u Petrinji (1946. - 1978.), AMHA 2/2016.
- Boris Vrga, Tatjana Vrga, Državna školska poliklinika u Petrinji (1925. - 1945.), AMHA 2/2017.
- Boris Vrga, [neaktivna poveznica], ulomci knjige